# Mwense (Sambia)
Mwense ist eine Stadt mit 16.300 Einwohnern (2010) in der Provinz Luapula in Sambia. Sie liegt etwa 970 Meter über dem Meeresspiegel. In ihm hat die Verwaltung des gleichnamigen Distrikts ihren Sitz.

## Wirtschaft
Bei dem Ort liegen eine Million Tonnen Kupfererz mit 2,68 Prozent Kupfer und 0,4 Prozent Kobalt. Dieser Chebele-Tagebau stand 2006 zum Verkauf.

## Infrastruktur
Mwense liegt an der asphaltierten Straße von Nchelenge nach Mansa. Es gibt eine ungeteerte, 1200 Meter lange Flugpiste, Grund- und Sekundarschulen und zwei Gesundheitszentren.

## Soziales
Die dominierende Ethnie sind die Chishinga.